# تيد همسلي
تيد همسلي (بالإنجليزية: Ted Hemsley)‏ هو لاعب كريكت ولاعب كرة قدم بريطاني، ولد في 1 سبتمبر 1943 في ستوك أون ترينت في المملكة المتحدة. لعب مع شروزبري تاون وشيفيلد يونايتد ونادي دونكاستر روفرز.

## وصلات خارجية
- تيد همسلي على موقع إي آس بي آن كريك إنفو (الإنجليزية)
- تيد همسلي على موقع قاعدة بيانات كرة القدم.إي يو (الإنجليزية)